# Hermann Hoffmann (Mediziner, 1924)
Hermann Hoffmann (* 3. Januar 1924 in Gelsenkirchen; † 16. Februar 2012 in Dortmund) war ein deutscher Internist und Hochschulprofessor.

## Leben
Hermann Hoffmann war der Sohn aus der Ehe des Mediziners Hermann Hoffmann und Ehefrau Christine, geb. Groß-Albenhausen. Er war seit 1955 verheiratet mit Ursula, geb. Kammermann. Aus der Ehe gingen fünf Kinder hervor.
Er studierte nach seinem Abitur am Gymnasium Gelsenkirchen von 1947 bis 1953 an der Rheinischen Friedrich-Wilhelms-Universität Bonn Medizin, Philosophie und Psychologie. Er beendete das Medizin- (Dr. med. 1953) und das Philosophiestudium (Dr. phil. 1952) jeweils mit Promotion und erlangte auch die Anerkennung als Diplom-Psychologe (Dipl.-Psych. 1952). 1959 erlangte er den Facharzt für Innere Medizin. 1962 habilitierte er sich an der Bonner Universität. Bis 1966 war er Oberarzt an der Medizinischen Klinik der Universität Bonn.
Hoffmann war von 1967 bis 1991 Chefarzt der Medizinischen Klinik und von 1972 bis 1992 ärztlicher Direktor im St.-Johannes-Hospital Dortmund sowie Vorsitzender des Krankenhausdirektoriums. 1968 wurde er zum außerplanmäßigen Professor an der Universität Bonn ernannt; 1990 wurde er in Bonn emeritiert.
Von 1973 und mehrfach wiedergewählt bis 2002 war er Präsident des Verbandes der Leitenden Krankenhausärzte (VLK), auch bekannt als „Chefarztverband“. Nach 2002 war er Ehrenpräsident des Verbandes der Leitenden Krankenhausärzte. Hoffmann war von 1973 bis 1977 Mitglied der Kammerversammlung der Ärztekammer Westfalen-Lippe. Er war Vorsitzender des Kuratoriums des Deutschen Krankenhausinstitut e.V. (DKI), Mitglied des Verwaltungsrates der Gesellschaft Deutscher Krankenhaustag (GDK), Vorstandsvorsitzender der Arbeitsgemeinschaft Deutsches Krankenhaus (ADK), Vorstandsmitglied der Studiengesellschaft Deutsches Krankenhaus sowie stellvertretender Vorsitzender im Verwaltungsrat der CURA Beratungs- und Beteiligungsgesellschaft für soziale Einrichtungen.
1971 wurde er vom Kardinal-Großmeister Eugène Tisserant zum Ritter des Ritterordens vom Heiligen Grab zu Jerusalem ernannt und am 4. Dezember 1971 im Kaiserdom St. Bartholomäus in Frankfurt am Main durch den Kardinal Lorenz Jaeger, Großprior der deutschen Statthalterei, investiert.

## Ehrungen und Auszeichnungen
- 1971 – Ritter vom Heiligen Grab
- 1981 – Bundesverdienstkreuz am Bande des Verdienstordens der Bundesrepublik Deutschland
- 1986 – Bundesverdienstkreuz Erster Klasse des Verdienstordens der Bundesrepublik Deutschland
- 1991 – Großes Bundesverdienstkreuz[1]

## Dissertationen
- Philosophische Dissertation an der Universität Bonn: Untersuchungen zur sozialen Auffälligkeit männlicher Jugendlicher[5]
- Medizinische Dissertation an der Universität Bonn: Thermogalvanische Untersuchungen der Hand[6]